# 1348
1348. је била преступна година.

## Догађаји
- Рат Србије са Тесалијом и Епиром (1348) Краљевина Србија враћа контролу над Епиром и Тесалијом.

### Април
- 7. април — Чешки краљ Карло IV основао Карлов универзитет, први универзитет у средњој Европи.